# Pic Maou
Le pic Maou est un sommet des Pyrénées françaises.

## Toponymie
En occitan, maou signifie « mauvais ».

## Géographie

### Topographie

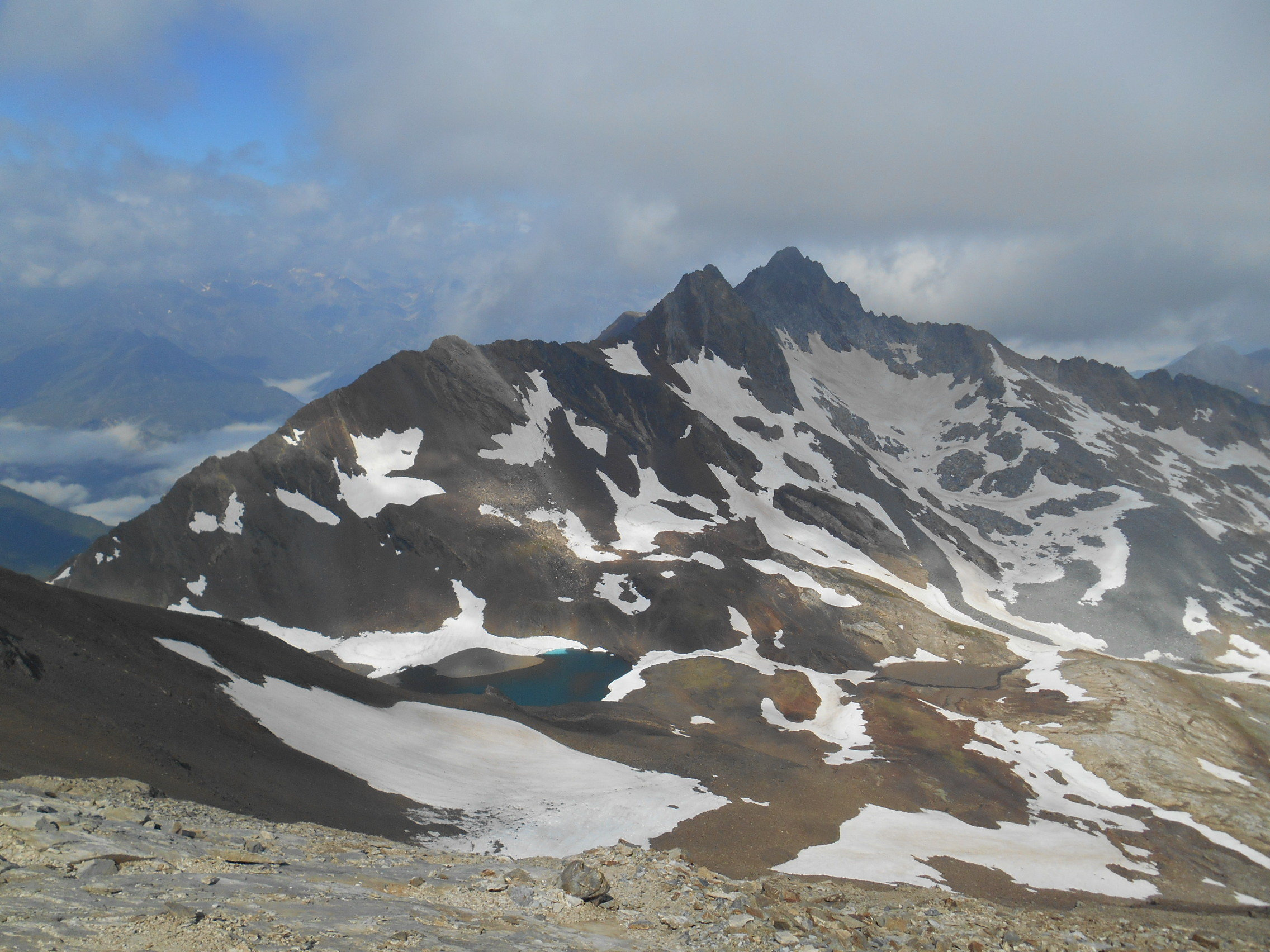
Vue de la face est du pic Maou (en gris, juste au-dessus du lac), avec à droite le pic Badet et le pic Long.

Il est situé dans le département des Hautes-Pyrénées, au sein du massif du Néouvielle, près de Saint-Lary-Soulan dans le parc national des Pyrénées. Le pic Maou est l'un des 129 sommets principaux de plus de 3 000 m dans les Pyrénées. Le pic Maou est situé entre les pics Badet et Campbieil, et, comparé à ses voisins, il ressemble à une petite bosse insignifiante. Son ascension est réservée à des randonneurs aguerris à la haute montagne, à la suite d'une crête finale un peu exposée. La voie normale de ce sommet passe entre le Badet et le Maou avant de rejoindre la crête que l'on suit vers la gauche. On peut aussi monter par le port de Campbieil (2 596 m) mais la crête est plus difficile.